# Paris-Chartres
Paris-Chartres est une ancienne course cycliste française, organisée de 1902 à 1966 entre la capitale française et Chartres dans le département d'Eure-et-Loir, en région Centre-Val de Loire.

## Palmarès
| Année | Vainqueur         | Deuxième            | Troisième       |
| ----- | ----------------- | ------------------- | --------------- |
| 1902  | Marcel Cadolle    |                     |                 |
| 1903  |                   | Émile Georget       | Marcel Berthet  |
| 1907  | Octave Lapize     |                     | Charles Cruchon |
| 1909  |                   | Louis Engel         |                 |
| 1910  | Louis Engel       |                     |                 |
| 1913  | Robert Jacquinot  |                     |                 |
| 1916  | Charles Lacquehay |                     |                 |
| 1950  | Roger Huraux      |                     |                 |
| 1952  | Henri Sitek       | Jean Baille         | Claude Rouer    |
| 1963  | Claude Neuts      | Pierre Zujko        | Joseph Wasko    |
| 1964  | Pierre Zujko      | Francis Pamart      | Étienne Pierret |
| 1965  | Daniel Fix        | Jean-Pierre Ducasse | Yves Barillet   |
| 1966  | Bernard Guyot     | Daniel Gouverneur   | José Samyn      |